# Salford Red Devils
Salford Red Devils es un equipo profesional de rugby league de Inglaterra con sede en la ciudad de Mánchester.
Participa anualmente en la Super League, la principal competición de la disciplina en el país.
El equipo hace como local en el AJ Bell Stadium, con una capacidad de 12.400 espectadores.

## Historia
El equipo fue fundado en 1865, siendo uno de los clubes fundadores de la Rugby Football League, la asociación inglesa de rugby league.
El equipo participó en el campeonato inglés de rugby league, en su segunda edición finalizando en la 13° posición.
Durante su larga historia, el club ha logrado 6 campeonatos nacionales y 1 copa nacional.

## Palmarés
- Super League (6): 1914, 1933, 1937, 1939, 1974, 1976
- Challenge Cup[2] (1): 1938
- RFL Championship (2): 2003, 2008
- RFL Championship Second Division (3): 1990-91, 1995–96, 1996
- Championship Cup (2): 2003, 2008